# Martin Zoborosky
Martin Percy Zoborosky (12. listopadu 1916 Moose Jaw – 1. června 1989 Tucson) byl kanadský lední hokejista. Byl robustním obráncem, který pro svůj důrazný styl hry získal přezdívku Buster (Drtič) nebo Bus (Autobus).
Začínal v klubu Moose Jaw Canucks, hrál také za Prince Albert Mintos, Moose Jaw Hardware, Swift Current Indians, Kimberley Dynamiters a Vancouver St. Regis. Za druhé světové války sloužil u Royal Canadian Air Force a nastupoval v Allanově poháru v řadách armádního hokejového týmu.
V roce 1944 se mu podařilo dostat do American Hockey League, kde nastoupil v jednom utkání za Providence Reds. Poté ho Chicago Blackhawks nominovali do zápasu proti Detroit Red Wings, který se hrál 31. prosince 1944 a Chicago v něm prohrálo 0:4. Další zápas v National Hockey League už Zoborosky neodehrál, po skončení války se navíc konkurence v lize zvýšila, když se zkušení hráči vraceli po ukončení armádní služby. Zoborosky se proto rozhodl odejít do Evropy. V sezóně 1946/47 se stal prvním hráčem Československé hokejové ligy, který měl zkušenosti z NHL. Byl hrajícím trenérem I. ČLTK Praha, kde odehrál 17 zápasů a vstřelil 38 branek. Jeho tým postoupil do ligového finále, kde podlehl LTC Praha.
Únor 1948 zabránil dalšímu působení Zoboroskyho v Českoslovenku, vrátil se proto do zámoří, kde přijal jméno Martin Edwards podle rodného příjmení své matky.